# Arycanda hyparis
Arycanda hyparis là một loài bướm đêm trong họ Geometridae.